# مجمع تي وان
مجمع تي وان (T1) هو مجمع عراقي في قضاء القائم في محافظة الأنبار غرب العراق، مخصص لضخ النفط وتحميله وتصديره إلى الأردن، فيه محطة ضخ كانت طاقتها التصديرية 750 ألف برميل يومياً، قبل الاحتلال الأمريكي للعراق سنة 2003، إذ أهمل المجمع بعد الاحتلال، ثم أصابه تدمير ونهب بعد أن احتلّه تنظيم الدولة الإسلامية (داعش)، ثم أُعيد تأهيل المجمع وصار مهيئاً لتصدير 250 ألف برميل، قال قائم مقام قضاء القائم في 17 تشرين الثاني سنة 2021 إن أسباباً "مجهولة تقف عائقاً أمام استئناف العمل بمجمع نفطي للتصدير رغم إعادة تأهيله"، تُشرف شركة نفط الشمال الحكومية على مجمع تي وان، وفيه محطة ضخ ومحطة تحميل وعدّادات، ودُور سكنية، يصل النفط إلى المجمع خلال أنابيب من كركوك ثم بيجي ثم حديثة ثم الى قضاء القائم، ثم يُصبّ النفط الخام في شاحنات، عدد أسطولها 10 آلاف شاحنة، كانت تنقل النفط برياً من مجمع تي وان إلى منفذ طريبيل الحدودي فالأردن، تضررت الأنابيب الممتدة من كركوك إلى بيجي إلى حديثة إلى مجمع تي وان، فأصلحتها وزارة النفط العراقية، ذكر عزيز خلف الطرموز أن نقل النفط إلى الأردن سيكون بحسب الاتفاق المبرم بين البلدين. وذكرت وكالة الأنباء العراقية أن العراق والأردن وقعا على مذكرة تفاهم لتصدير النفط العراقي إلى الأردن سنة 2008، وظلّت المذكرة تُجدد سنوياً حتى أواخر سنة 2013 حين أُغلقَ منفذ طريبيل الحدودي لأسباب أمنية، وقالت الوكالة إن المذكرة الموقعة بين البلدين سنة 2021 لتصدير النفط ذُكر فيها أن الأردن يشتري نفطاً خاماً من العراق بثمنٍ أقلَّ 16 دولاراً من تسعيرة خام برنت للإنفاق على أجور النقل التي يتحملها الأردن.

## معنى تي ون
قالت مجلة وندرز أوف ورلد انجينيرنك (Wonders of World Engineering) "النفط مادة سائلة فلا تتدفق في الأنابيب إلا بالجاذبية، والأنابيب ترتفع وتنخفض، فكان لزاماً أن تُبنى محطات ضخ على طول الطريق لضمان الضخ، فأُنشئت 12 محطة موزعة على طول مسار الأنبوب، يتراوح التباعد بين كل محطة بين 50 إلى 150 ميلاً، منها 3 محطات كي 1 وكي 2 وكي 3، سُميت على الحرف الأول من اسم كركوك التي ينطلق منها النفط، وفي مسار الأنبوب محطات اتش 1 واتش 2 واتش 3، سُميت على الحرف H الإنكليزي الذي تبدأ به كلمة مدينة حيفاً التي كان النفط يصل إليها، وفي المسار أيضاً محطات تي وان وتي تو وتي ثري، سُميت على الحرف الذي تبدأ به مدينة طرابلس Tripoli".